# Нероев, Владимир Владимирович
Влади́мир Влади́мирович Неро́ев (род. 3 сентября 1956, Москва) — российский офтальмолог, доктор медицинских наук (1998), академик РАН (2019).

## Биография
В 1963 году поступил и в 1973 году окончил среднюю школу № 315 города Москвы. С 1973 года по 1974 год работал в должности санитара МНИИ глазных болезней им. Гельмгольца. В 1974 году поступил во 2-й МГМИ им. Н. И. Пирогова и в 1980 году окончил вышеуказанный институт по специальности «Лечебное дело», квалификации «Врач-лечебник». С июля 1980 года по июнь 1985 года начал свою трудовую деятельность в МНИИ глазных болезней им. Гельмгольца в должности врача-хирурга травматологического отделения. С июня 1985 года по декабрь 1989 года работал в должности младшего научного сотрудника, с декабря 1989 года по февраль 1995 года — в должности старшего научного сотрудника, с февраля 1995 года по ноябрь 1998 года — в должности ведущего научного сотрудника, с ноября 1998 года по март 2001 года — в должности руководителя отдела патологии сетчатки, с марта 2001 года по январь 2005 года — в должности заместителя директора по научной работе. С января 2005 года назначен на должность директора МНИИ глазных болезней им. Гельмгольца (НМИЦ глазных болезней им. Гельмгольца), и возглавляет НМИЦ глазных болезней им. Гельмгольца в настоящее время.
«Основным призванием своей жизни я считаю работу врача, глазного хирурга. Возглавляя институт, я продолжаю активную практическую деятельность, провожу высокотехнологичные офтальмо-хирургические вмешательства»

## Личная жизнь
Женат. Имеет двоих детей: сына и дочь.

## Научный вклад
В 1987 году защитил кандидатскую диссертацию на тему «Рациональная тактика ведения и лечения больных с внутриглазными инородными телами заднего отдела глаза». Основной сферой его научной деятельности на первом этапе работы был наиболее сложный раздел офтальмотравматологии, посвященный хирургическому лечению пациентов с последствием тяжёлой травмы глаза. В 1998 году успешно защитил докторскую диссертацию «Разработка системы диагностики и хирургического лечения больных с внутриглазными инородными телами». За цикл работ по совершенствованию системы хирургической реабилитации пациентов с травмами глаз В. В. Нероев был удостоен звания Лауреата премии Ленинского комсомола в области науки и техники. В 1998 году он возглавил отдел патологии сетчатки и зрительного нерва института. Под его руководством в отделе стали активно развиваться новые направления исследований, внедряться современные иммунобиохимические и функциональные методы диагностики и лечения. Активизировалась хирургическая деятельность, получили адекватное развитие новейшие технологии диагностики и лечения офтальмопатологии при секции глазных болезней Ученого совета Минздрава РФ. Владимир Нероев владеет ювелирной техникой выполнения сложнейших хирургических вмешательств при офтальмопатологии. Разработал ряд новых приборов и инструментов, которые используются во многих лечебных учреждениях страны. Ему принадлежат 60 патентов на изобретения. Как главный офтальмолог Минздрава России, часто выезжает в различные регионы страны для оказания организационной, консультативной и лечебной помощи, в том числе в зоны локальных военных конфликтов и боевых действий. Неоднократно оказывал помощь детям Беслана, пострадавшим в результате террористического акта. За заслуги в области военной офтальмологии удостоен звания академика Академии военных наук. Автор более 600 печатных работ, 18 монографий, руководств, учебных пособий, в том числе, соавтор национального руководства «Офтальмология». Является координатором «Российского национального комитета по предупреждению слепоты» Всемирной программы ВОЗ, проводит большую работу по реализации в нашей стране международных программ по ликвидации устранимой слепоты. С 2005 года руководит созданной им кафедрой глазных болезней ФПДО ГБОУ ВПО «Московский государственный медико-стоматологический университет» имени А. И. Евдокимова.

## Публичная деятельность
- директор НМИЦ глазных болезней им. Гельмгольца Минздрава России;
- главный внештатный специалист-офтальмолог Минздрава России;
- академик Российской академии наук, доктор медицинских наук, профессор по специальности «Глазные болезни»;
- заслуженный деятель науки РФ, заслуженный врач РФ, заведующий кафедрой непрерывного медицинского образования ФГБУ «НМИЦ ГБ им. Гельмгольца», вице-президент ООО «Общество врачей России», член Экспертного совета комитета Государственной Думы по охране здоровья по вопросам совершенствования организации здравоохранения, эксперт рабочей группы Центрального штаба ОНФ «Социальная справедливость»;
- председатель Комиссии по охране здоровья, физической культуре и популяризации здорового образа жизни Общественной палаты Российской Федерации V состава;
- заведующий кафедрой глазных болезней ФПДО ГБОУ ВПО «Московский государственный медико-стоматологический университет» имени А. И. Евдокимова;
- координатор Российского национального комитета по предупреждению слепоты Всемирной программы ВОЗ, руководитель Сотрудничающего центра ВОЗ по предупреждению слепоты;
- председатель экспертной группы по специальности «Офтальмология» Центральной Аттестационной комиссии Минздрава России;
- президент Общероссийской общественной организации «Ассоциация врачей-офтальмологов»;
- председатель Профильной комиссии по офтальмологии Экспертного Совета в сфере здравоохранения Минздрава России;
- главный редактор «Российского офтальмологического журнала», председатель диссертационного совета по защите докторских и кандидатских диссертаций ФГБУ «МНИИ ГБ им. Гельмгольца» Минздрава России.

## Награды и премии
- в 2007 году присуждено президентом РФ почётное звание «Заслуженный деятель науки Российской Федерации»
- почётное звание «Заслуженный врач Российской Федерации»
- за заслуги в области военной офтальмологии удостоен звания академика Академии военных наук.
- в 2013 году награждён орденом Почёта за заслуги в развитии отечественного здравоохранения, научно-исследовательской и педагогической деятельности
- лауреат премии Ленинского комсомола
- в 2018 году благодарность президента Российской Федерации
- Орден Александра Невского (24 ноября 2021)[1].